# Jiří Menzel
Jiří Menzel (Praga, 23 febbraio 1938 – Praga, 5 settembre 2020) è stato un regista e attore ceco.

## Biografia
Si diplomò nel 1962 alla FAMU, la scuola di cinema che ha contribuito a formare i cineasti della Nová vlna, la "nuova onda". Debuttò alla regia in un film collettivo, Perline sul fondo, considerato il manifesto del nuovo cinema cecoslovacco, adattando una novella del romanziere Bohumil Hrabal con cui lavorerà poi a diversi altri progetti, come Treni strettamente sorvegliati, premio Oscar al miglior film straniero. Insieme a Hrabal, lavorò anche ad Allodole sul filo, iniziato durante la primavera di Praga, bloccata poi dal regime. Poté riprendere solo nel 1974, dopo aver giurato fedeltà al regime. Collaborò con Hrabal a una trilogia di film di ambiente rurale, Ritagli, La festa del bucaneve e Il mio piccolo villaggio. Dopo la caduta del Muro, Allodole sul filo venne presentato al festival di Berlino dove vinse l'Orso d'oro.
Affetto da problemi di salute da due anni a seguito di un intervento chirurgico al cervello cui era stato sottoposto nel novembre 2017, morì nel settembre 2020 all'età di 82 anni  per complicazioni da COVID-19.

## Filmografia
- Umřel nám pan Foerster (1963)
- Perline sul fondo (Perličky na dně) (1965)
- Zločin v dívčí škole (1965)
- Treni strettamente sorvegliati (Ostře sledované vlaky) (1966)
- Un'estate capricciosa (Rozmarné léto) (1968)
- Zločin v šantánu (1968)
- Allodole sul filo (Skřivánci na nitich) (1969)
- Kdo hledá zlaté dno (1974)
- Na samotě u lesa (1976)
- I magnifici uomini con la manovella (Báječní muži s klikou) (1978)
- Ritagli (Postřižiny) (1980)
- La festa del bucaneve (Slavnosti sněženek) (1983)
- Il mio piccolo villaggio (Vesničko má středisková) (1985)
- Konec starých časů  (1989)
- Žebrácká opera (1990)
- Il soldato molto semplice Ivan Chonkin (Zivot a neobycejna dobrodruzstvi vojaka Ivana Conkina) (1994)
- One Moment, episodio del film Dieci minuti più vecchio: il violoncellista (Ten Minutes Older: The Cello) (2002)
- Ho servito il re d'Inghilterra (Obsluhoval jsem anglického krále) (2006)
- Donsajni (2013)

## Doppiatori italiani
Nelle versioni in italiano delle opere in cui ha recitato,Jiří Menzel è stato doppiato da:
- Sergio Tedesco in Treni strettamente sorvegliati

## Riconoscimenti
- 1967 – Premio Oscar
  - Oscar al miglior film straniero a Treni strettamente sorvegliati
- 1986 – Premio Oscar
  - Candidatura all'Oscar al miglior film straniero a Il mio piccolo villaggio
- 1990 – Festival di Berlino
  - Orso d'oro ad Allodole sul filo